# アリスティード・ブリアン
アリスティード・ブリアン（Aristide Briand, 1862年3月28日 - 1932年3月7日）は、フランスの政治家。首相、外相などを務めた。

## 生涯
ナント出身。最初はサンディカリストとして活動したが、ジャン・ジョレスの引きでフランス社会党に入党。1902年には執行部入りし、しばらくの後国民議会議員となる。その後急進社会党に籍を移し、1909年にジョルジュ・クレマンソーの後を受けて首相に就任する。以後、1913年・1915年・1921年・1925年・1929年とたびたび首相に就任する。特に1925年に就任した時にはレーモン・ポアンカレが引き起こしたルール問題の収拾を図り、結果的にグスタフ・シュトレーゼマンとの間で取りまとめたロカルノ条約として結実する。この功績から1926年にシュトレーゼマンと共にノーベル平和賞を受賞した。また、アメリカの元国務長官フランク・ケロッグと共にパリ不戦条約（『戦争ノ抛棄ニ関スル条約』）いわゆるケロッグ・ブリアン協定の締結に尽力し、1929年に締結した。ブリアンはシュトレーゼマンとケロッグ同様、フリーメイソンである。

## 人物
ジュール・ヴェルヌの『15少年漂流記』の少年大統領ブリアンは彼の名前からとられた。